# Daniel Ridgway Knight

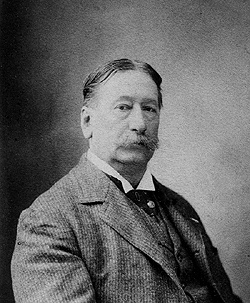
Daniel Ridgway Knight, ca. 1908

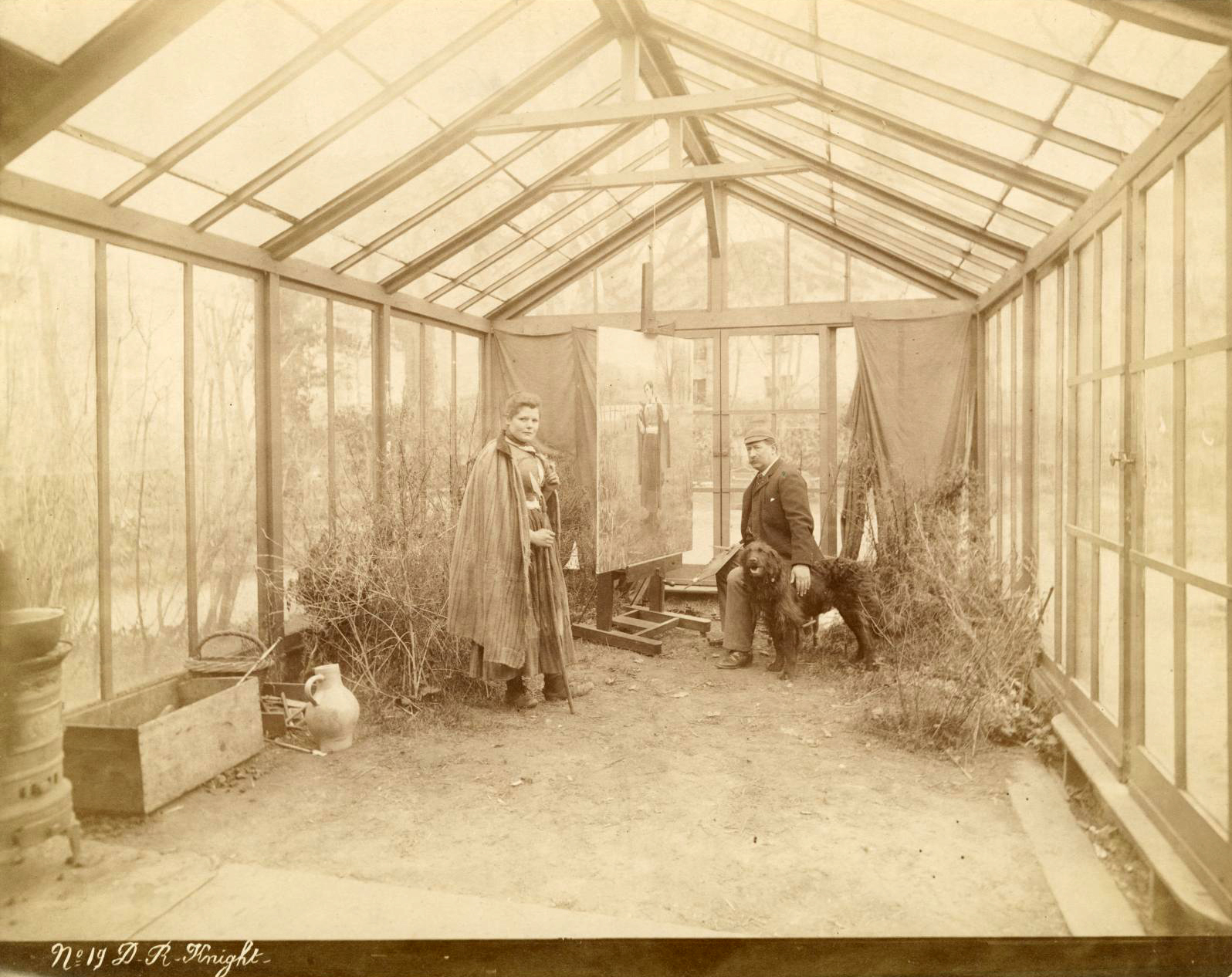
Daniel Ridgway Knight

Daniel Ridgway Knight (* 15. März 1839 in Philadelphia, Pennsylvania; † 9. März 1924 in Paris) war ein US-amerikanischer Maler.

## Leben
Knight kam nach Paris und wurde an der École des Beaux-Arts u. a. Schüler von Charles Gleyre und Alexandre Cabanel. Später wechselte er als Meisterschüler ins Atelier von Ernest Meissonier.
1863 ging er zurück in die Vereinigten Staaten und ließ sich wieder in Philadelphia nieder. 
Als sich 1872 die politische Lage nach dem Deutsch-Französischen Krieg wieder normalisiert hatte, ließ sich Knight in Poissy (Département Yvelines) nieder und gründete ein Atelier. Befreundet war er zu dieser Zeit u. a. mit Claude Monet, Auguste Renoir und Alfred Sisley. Durch seinen Freund und Kollegen Jean-François Millet machte er 1874 die Bekanntschaft mit der Schule von Barbizon und dessen Vertretern.
1883 ließ sich Knight in Rolleboise (Département Yvelines) nieder und eröffnete dort auch ein großes Atelier. Nachdem er mehrmals erfolgreich an den Jahresausstellungen des Salon de Paris teilgenommen hatte, wurde er 1889 – zusammen mit seinem Freund und Kollegen Pierre Carrier-Belleuse – eingeladen, an der Weltausstellung in seiner Heimatstadt teilzunehmen.
Sechs Tage vor seinem 85. Geburtstag starb Knight am 9. März 1924 in Paris und fand dort auch seine letzte Ruhestätte.
Der Landschaftsmaler Louis Aston Knight (1873–1948) war sein Sohn.

## Ehrungen
- Ritter der Ehrenlegion
- 1893 Verdienstorden des Heiligen Michael (Königreich Bayern)
- 1893 Ehrenmedaille in Gold der Pennsylvania Academy of the Fine Arts

## Werke (Auswahl)
- The burning of Chambersburg, Pennsylvania. 1867.
- The shepherdness of Rollebois. 1895.
- The idler. 1893.
- Watering the garden. 1912.
- Hailing the ferry. 1888.
- The stream in the lane. 1894.
- The washerwomen. 1908.

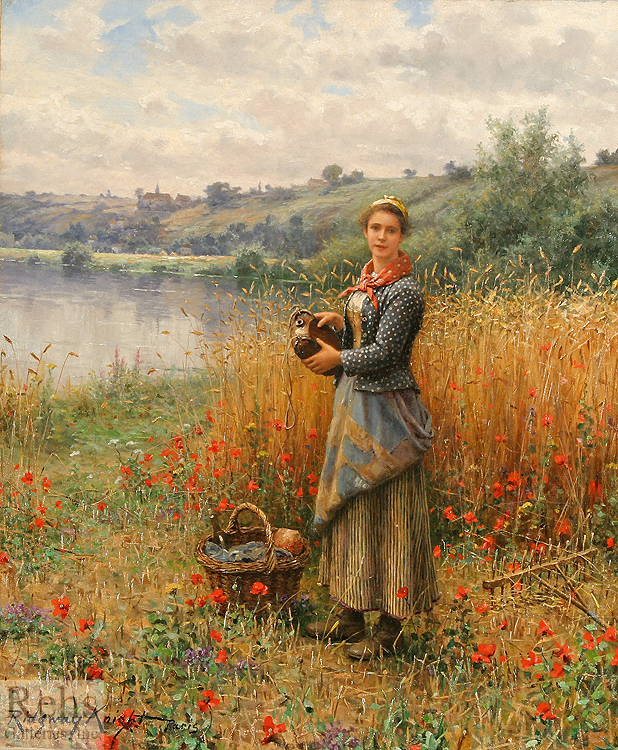
Madeleine in a Wheat Field
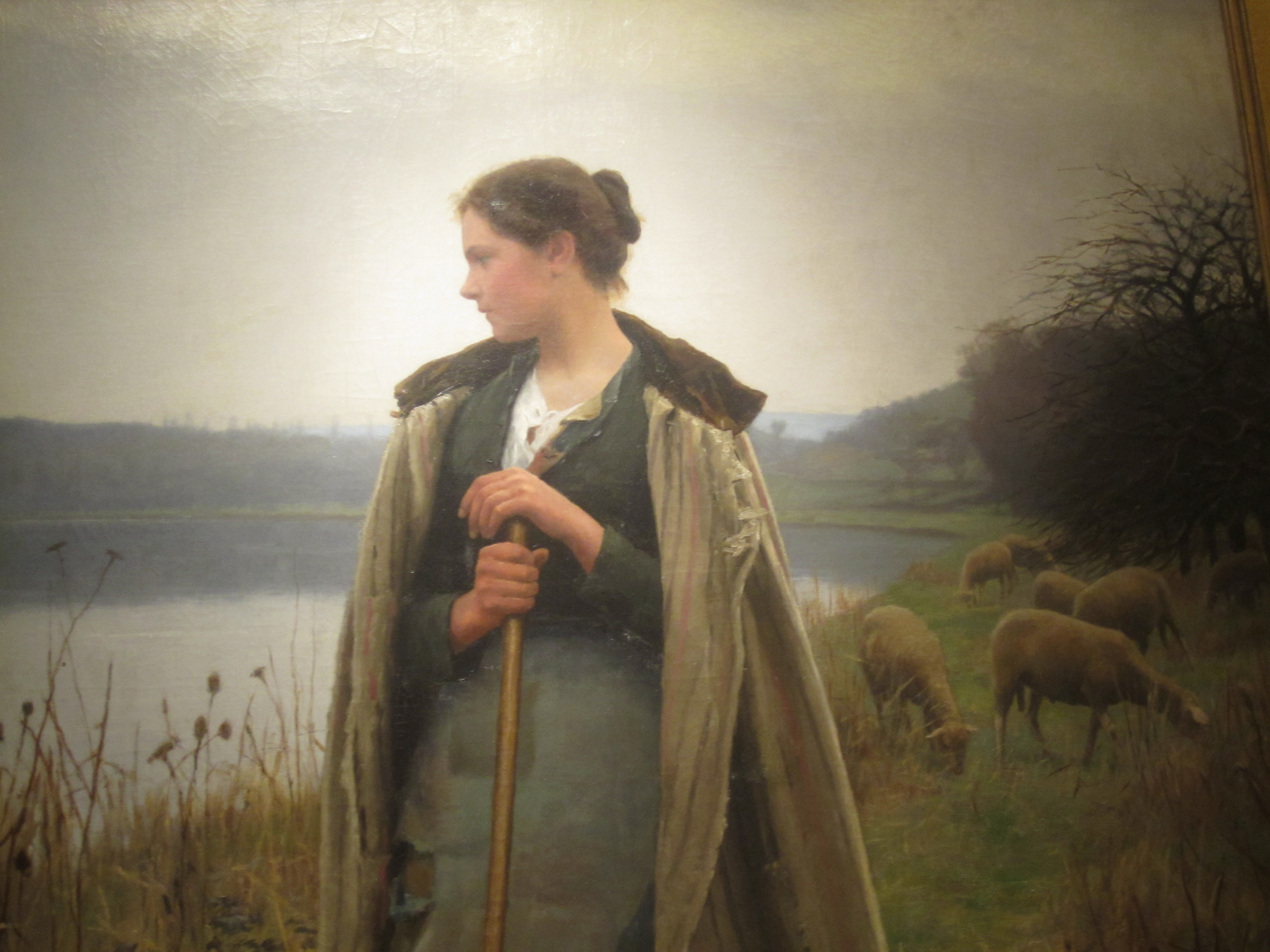
The Shepherdess of Rolleboise
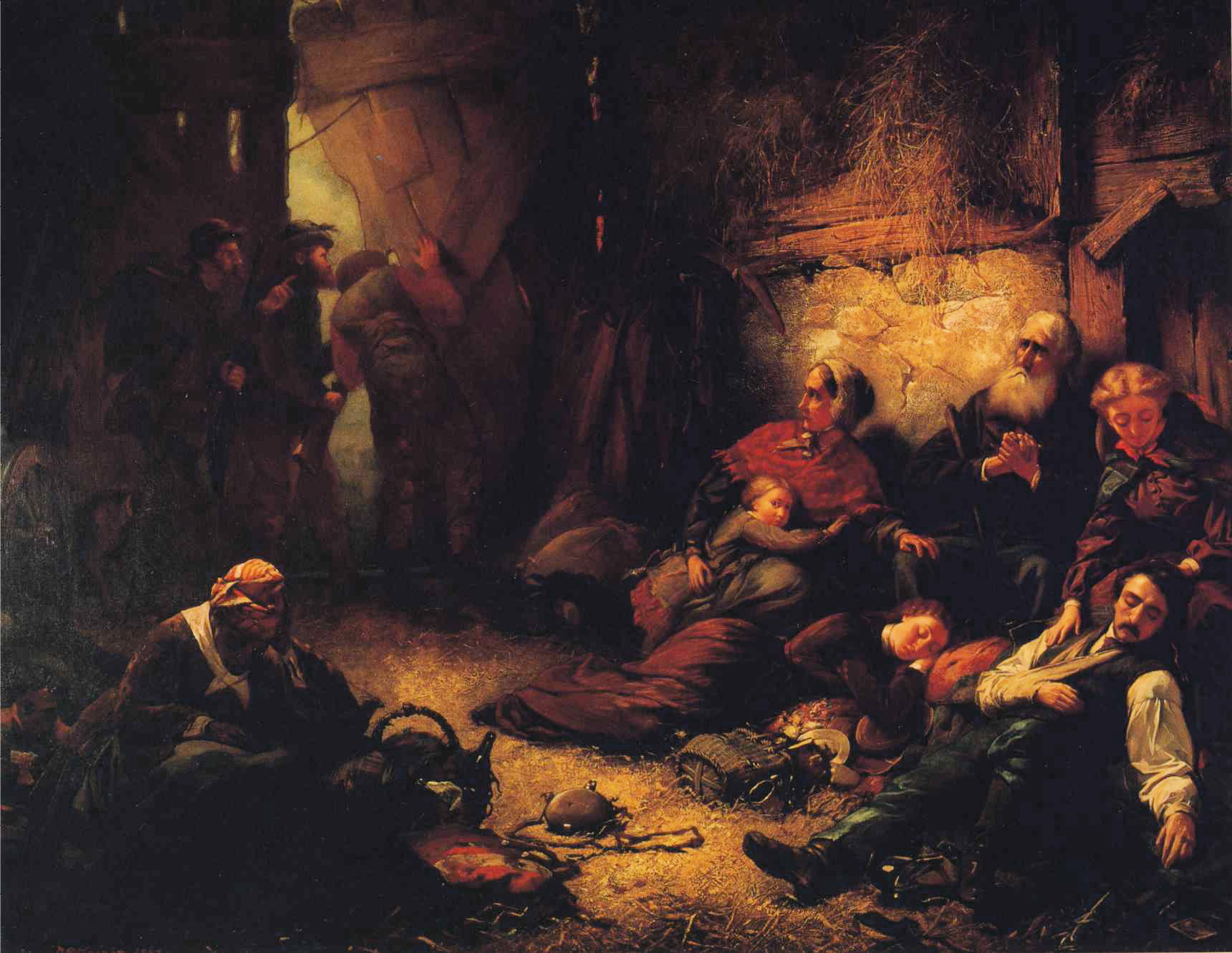
The Burning of Chambersburg, Pennsylvania
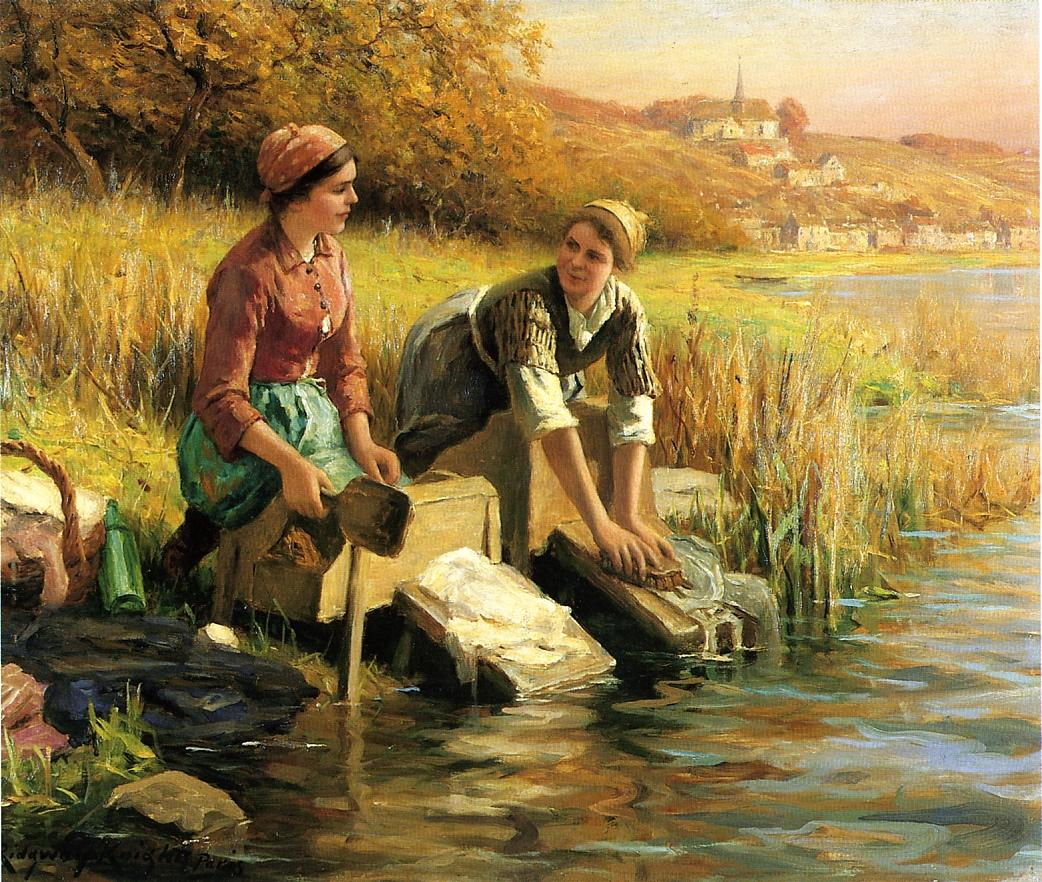
Washerwomen
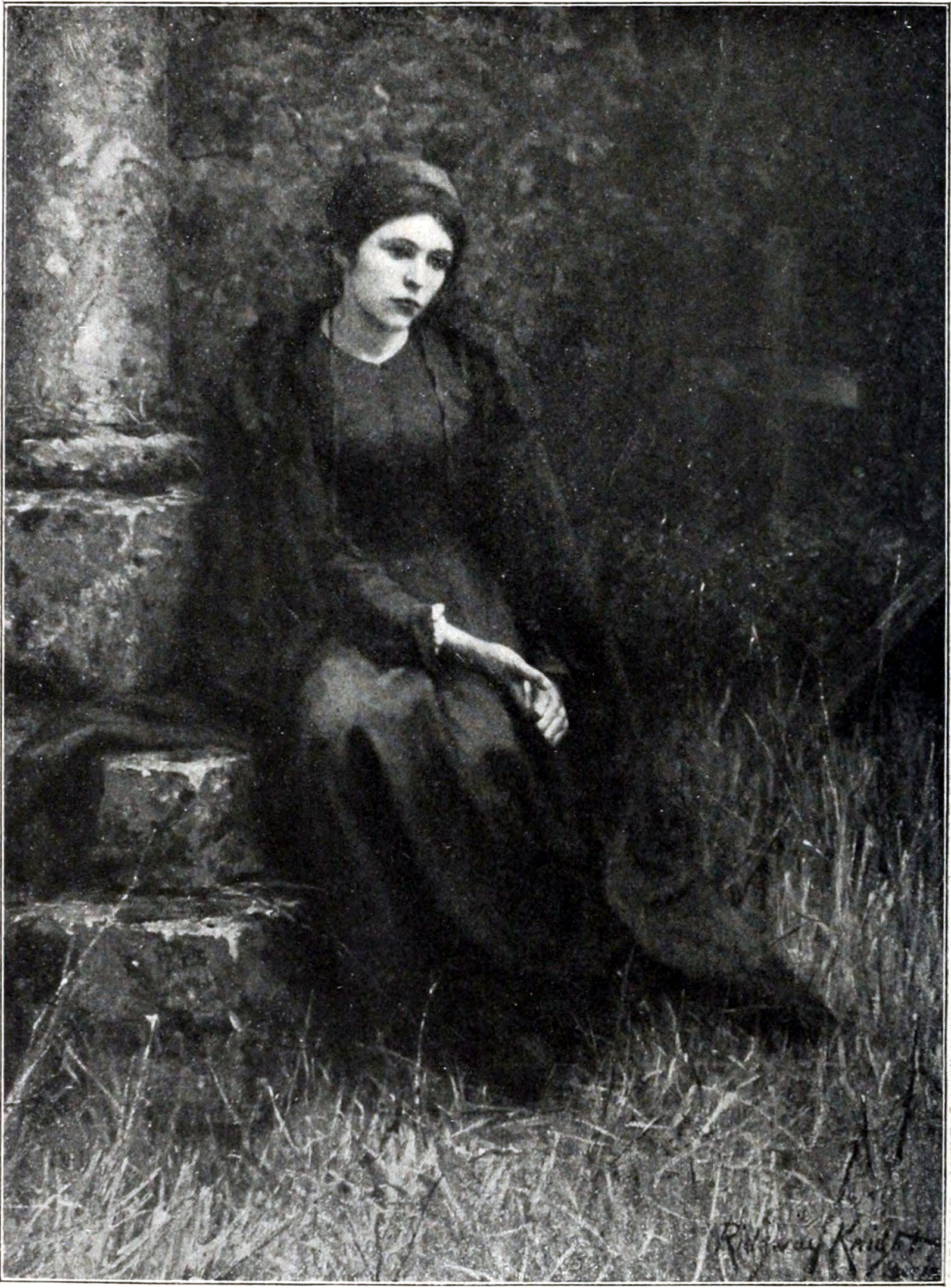
Orpheline